# Boussières-en-Cambrésis
Boussières-en-Cambrésis là một xã ở tỉnh Nord trong vùng Hauts-de-France, Pháp.